# Mirosternus montanus
Mirosternus montanus är en skalbaggsart som beskrevs av Perkins 1910. Mirosternus montanus ingår i släktet Mirosternus och familjen trägnagare. Inga underarter finns listade i Catalogue of Life.